# Subrahmanyan Chandrasekhar
Subrahmanyan Chandrasekhar (tamilul: சுப்பிரமணியன் சந்திரசேகர் [Szubrahmanjan Csandrasekhar]; Lahor Brit India, 1910. október 19. –  Chicago, 1995. augusztus 21.), Nobel-díjas indiai származású amerikai fizikus, asztrofizikus és matematikus.

## Élete
Lahorban született, Brit Indiában (jelenleg Pakisztán). Apja kormányhivatalnok. Anyja a család nevelése mellett irodalmi műveket (Ibsen: Nóra) fordított tamilra. Subrahmanyan a harmadik a tízgyermekes családban. Unokaöccse a Nobel-díjas Csandrasekhar Venkat Rámannak.
A család Madraszba költözött, ahol 1922-től 1925-ig hindu középiskolába, majd 1925-től 1930-ig egyetemre járt. Ezután egyetemi évei következtek az indiai kormány ösztöndíjával Cambridge-ben és (Paul Dirac tanácsára) a dán Koppenhágában. 1933-ban szerezte meg a PhD fokozatot. 1937-ig Cambridge-ben  kutató ösztöndíjas. Tartós barátságot kötött az asztrofizikus Arthur Eddingtonnal és Arthur Milne-nel. Nevéhez fűződik a Chandrasekhar-határ kiszámítása, amely határérték egy csillag magtömegére vonatkozóan megszabja, hogy egy csillag fehér törpeként végzi életét vagy szupernóvaként szétrobban.
1936-ban Indiában házasságot kötött a még ott megismert Lalita Doraiszvamival. 1937-től a Chicagói Egyetemen dolgozott. 1953-ban szerezte meg az amerikai állampolgárságot.
1983-ban fizikai Nobel-díjjal tüntették ki „a csillagok szerkezetének és fejlődésének megismerésében fontos fizikai folyamatok elméleti vizsgálataiért”.

## Kutatási területei
- az energia terjedése sugárzással csillaglégkörökben
- a napfelszín konvekciója
- a fekete lyukak matematikai elmélete (1929–1939)

## Emlékezete
A NASA egy 1999-ben indított röntgenműholdat nevezett el a tiszteletére, a Chandra röntgenobszervatóriumot.